# Wibaux County
Wibaux County is een county in de Amerikaanse staat Montana.
De county heeft een landoppervlakte van 2.303 km² en telt 1.068 inwoners (volkstelling 2000). De hoofdplaats is Wibaux.